# Trish Keenan
Patricia Anne Keenan (28 de setembro de 1968 - 14 de janeiro de 2011), foi uma musicista e cantora inglesa. Ela foi a vocalista e co-fundadora da banda eletrônica Broadcast.  
Keenan morreu subitamente em janeiro de 2011 de pneumonia, logo após ter contraído gripe suína enquanto realizava uma turnê pela Austrália com a Broadcast.

## Biografia
Patricia Anne Keenan nasceu em Winson Green, no oeste de Birmingham, na Inglaterra. Ela tinha dois irmãos, Malcolm e John, e duas irmãs, Maxine e Barbara. Ela foi criada por sua mãe Zena, que era uma profissional do sexo: "Não tenho problemas com as pessoas me conhecendo ou conhecendo quaisquer detalhes pessoais sobre mim", comentou Keenan. “Tive uma vida louca: fui criada por uma prostituta.”
Keenan frequentou a escola católica apostólica romana Archbishop Grimshaw, atualmente conhecida como John Henry Newman Catholic School. Trabalhou em vários empregos na área de catering depois da escola até os 21 anos, quando se mudou para Moseley. Ela estudou Escrita Criativa na Birmingham University enquanto trabalhava em sua carreira musical. 

## Carreira
Logo após se mudar para Moseley, Keenan formou uma dupla musical chamada Hayward Winters em 1993 com o músico local de Solihull, Jude Owens, e posteriormente conheceu James Cargill em um clube de revival de música psicodélica dos anos 1960. Os dois formaram um relacionamento por causa de seus interesses em comum e formaram uma banda de improvisação, a Pan Am Flight Bag. A banda teve vida curta, realizando apenas dois shows antes de se reformar em 1996 como Broadcast, que incluía o guitarrista Tim Felton, o baterista Steve Perkins e o tecladista Roj Stevens.

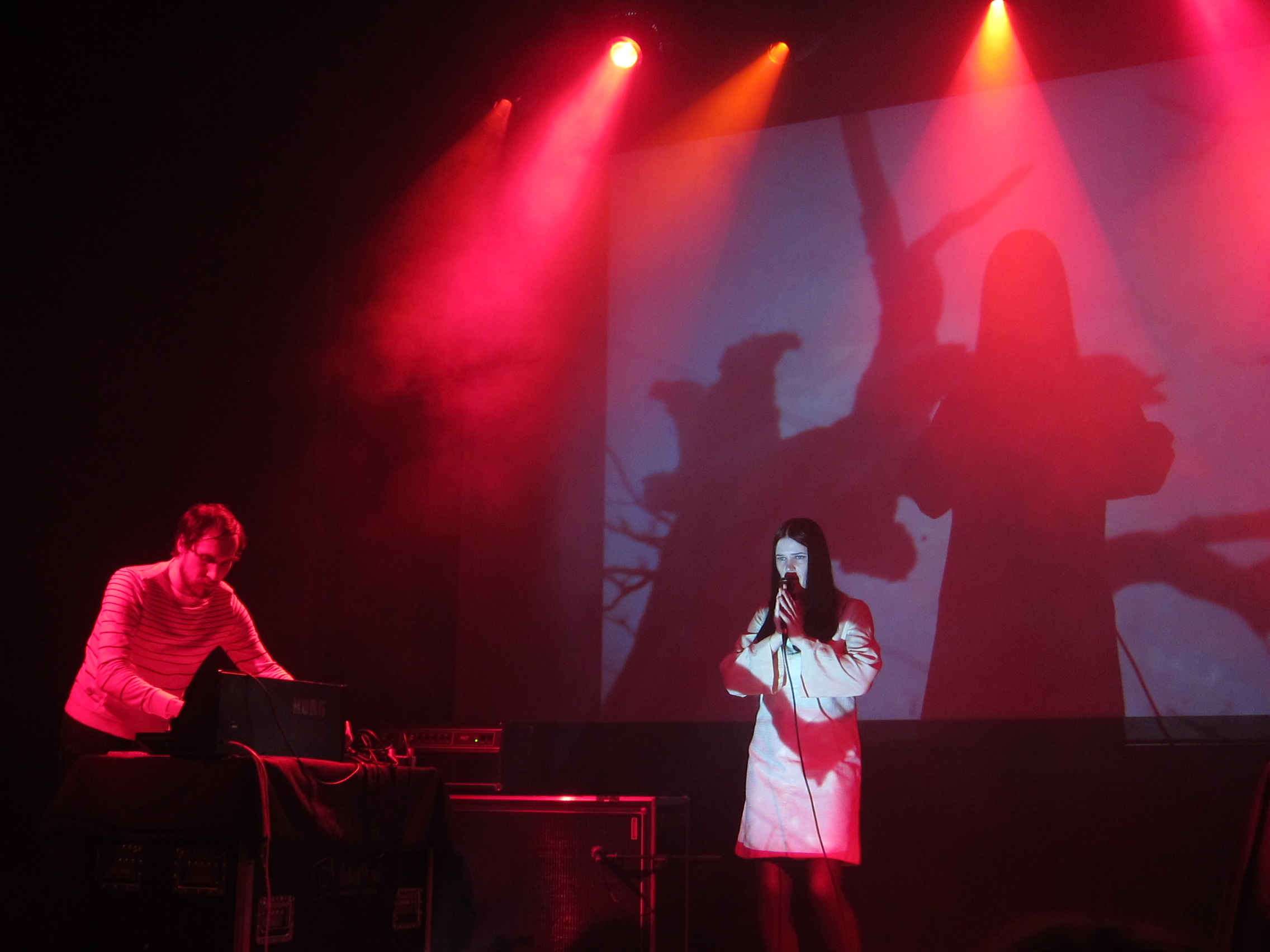
Broadcast se apresentando em 2010.

Com Broadcast, Keenan lançou cinco álbuns de estúdio, incluindo The Noise Made by People (2000), Haha Sound (2003) e Tender Buttons (2005); Keenan escreveu este último enquanto seu pai estava morrendo de câncer.  Em 2009, o grupo lançou um álbum colaborativo Broadcast and The Focus Group Investigate Witch Cults of the Radio Age, com o The Focus Group, o projeto musical do designer gráfico Julian House, que também desenhou todas as capas dos álbuns do Broadcast. 
Keenan viveu em Birmingham e seus arredores durante toda sua vida, e sua carreira musical foi baseada lá. Em uma entrevista à Billboard, ela disse: "Há realmente um tom baixo em Birmingham. As pessoas aqui definitivamente se subestimam. Há definitivamente uma falta de confiança e quase uma resignação e derrotismo entre os músicos aqui."

## Morte
Durante uma turnê na Austrália pouco antes do Natal, Keenan contraiu o vírus da gripe suína H1N1 que evoluiu para uma pneumonia. Foi relatado em 14 de janeiro de 2011 que ela havia morrido no hospital aos 42 anos por complicações da doença. Sua gravadora, Warp Records, publicou uma declaração:
"É com muita tristeza que anunciamos que Trish Keenan, do Broadcast, faleceu às 9h desta manhã no hospital. Ela morreu por causa de complicações de uma pneumonia, após lutar contra a doença por duas semanas em cuidado intensivo", diz o comunicado. "Essa é uma perda trágica, que aconteceu antes de seu tempo, e vamos sentir muita falta de Trish - uma voz única, um talento extraordinário e um belo ser humano. Descanse em paz."
Homenagens a Keenan foram feitas por vários músicos, incluindo Toro y Moi, Graham Coxon do Blur e Colin Meloy do The Decemberists.

## Discografia
- Work and Non Work (1997)
- The Noise Made by People (2000)
- Haha Sound (2003)
- Tender Buttons (2005)
- The Future Crayon (2006)
- Broadcast and The Focus Group Investigate Witch Cults of the Radio Age (2009)
- Berberian Sound Studio (2013)
- Spell Blanket - Collected Demos 2006-2009 (2024)
- Distant Call - Collected Demos 2000-2006 (2024)